# Grand Prix Portugalii 1991
Grand Prix Portugalii 1991 (oryg. Grande Premio de Portugal) – 13. runda Mistrzostw Świata Formuły 1 w sezonie 1991, która odbyła się 22 września 1991, po raz ósmy na torze Autódromo do Estoril.
20. Grand Prix Portugalii, 11. zaliczane do Mistrzostw Świata Formuły 1.

## Klasyfikacja
| Legenda oznaczeń w tabelach wyników Wyświetl szablon na nowej stronie | Legenda oznaczeń w tabelach wyników Wyświetl szablon na nowej stronie                                                                     |
| Oznaczenie                                                            | Wyjaśnienie |
| --------------------------------------------------------------------- | --- |
| Złoty                                                                 | Zwycięzca lub mistrzostwo |
| Srebrny                                                               | 2. miejsce lub wicemistrzostwo |
| Brązowy                                                               | 3. miejsce lub II wicemistrzostwo |
| Zielony                                                               | Ukończył, punktował (w klasyfikacji generalnej, gdy zdobył co najmniej jeden punkt na przestrzeni sezonu, poza trzema powyższymi opcjami) |
| Niebieski                                                             | Ukończył, nie punktował (w klasyfikacji generalnej, gdy nie zdobył co najmniej jednego punktu na przestrzeni sezonu)                      |
| Czerwony                                                              | Nie zakwalifikował się (NZ) |
| Czerwony                                                              | Nie prekwalifikował się (NPK) |
| Różowy                                                                | Nie ukończył (NU) |
| Różowy                                                                | Niesklasyfikowany (NS) (w klasyfikacji generalnej, gdy nie został sklasyfikowany w żadnym wyścigu sezonu)                                 |
| Czarny                                                                | Zdyskwalifikowany (DK) |
| Czarny                                                                | Wykluczony (WYK/EX) |
| Biały                                                                 | Nie wystartował (NW) |
| Biały                                                                 | Kontuzjowany (K/INJ) |
| Biały                                                                 | Wyścig odwołany (OD/C) |
| Bez koloru                                                            | Został wycofany (WYC/WD) |
| Bez koloru                                                            | Nie przybył (NP/DNA) |
| Bez koloru                                                            | Nie brał udziału w treningach (NT/DNP) |
| Bez koloru                                                            | Nie został zgłoszony (–) |
| Pogrubienie                                                           | Start z pole position |
| Kursywa                                                               | Najszybsze okrążenie wyścigu |
| †                                                                     | Nie ukończył, ale jego rezultat został zaliczony ze względu na przejechanie więcej niż 90% dystansu wyścigu.                              |
| *                                                                     | Sezon w trakcie |
| 1/2/3                                                                 | Punktowana pozycja w sprincie kwalifikacyjnym                                                                                             |
| Lista systemów punktacji Formuły 1                                    | |

| Poz. | Nr. | Kierowca           | Konstruktor        | Okrążeń | Czas/powód NU                       | Poz. start. | Punktów |
| ---- | --- | ------------------ | ------------------ | ------- | ----------------------------------- | ----------- | ------- |
| 1    | 6   | Riccardo Patrese   | Williams-Renault   | 71      | 1:35:42.304                         | 1           | 10      |
| 2    | 1   | Ayrton Senna       | McLaren-Honda      | 71      | + 20.941                            | 3           | 6       |
| 3    | 28  | Jean Alesi         | Ferrari            | 71      | + 53.554                            | 6           | 4       |
| 4    | 23  | Pierluigi Martini  | Minardi-Ferrari    | 71      | + 1:03.498                          | 8           | 3       |
| 5    | 20  | Nelson Piquet      | Benetton-Ford      | 71      | + 1:10.033                          | 11          | 2       |
| 6    | 19  | Michael Schumacher | Benetton-Ford      | 71      | + 1:16.582                          | 10          | 1       |
| 7    | 15  | Maurício Gugelmin  | Leyton House-Ilmor | 70      | + 1 okrążenie                       | 7           |         |
| 8    | 33  | Andrea de Cesaris  | Jordan-Ford        | 70      | + 1 okrążenie                       | 14          |         |
| 9    | 24  | Gianni Morbidelli  | Minardi-Ferrari    | 70      | + 1 okrążenie                       | 13          |         |
| 10   | 32  | Roberto Moreno     | Jordan-Ford        | 70      | + 1 okrążenie                       | 21          |         |
| 11   | 26  | Érik Comas         | Ligier-Lamborghini | 70      | + 1 okrążenie                       | 23          |         |
| 12   | 7   | Martin Brundle     | Brabham-Yamaha     | 69      | + 2 okrążenia                       | 19          |         |
| 13   | 3   | Satoru Nakajima    | Tyrrell-Honda      | 68      | + 3 okrążenia                       | 17          |         |
| 14   | 11  | Mika Häkkinen      | Lotus-Judd         | 68      | + 3 okrążenia                       | 24          |         |
| 15   | 9   | Michele Alboreto   | Footwork-Ford      | 68      | + 3 okrążenia                       | 22          |         |
| 16   | 25  | Thierry Boutsen    | Ligier-Lamborghini | 68      | + 3 okrążenia                       | 20          |         |
| 17   | 16  | Ivan Capelli       | Leyton House-Ilmor | 64      | poślizg/nos bolidu                  | 9           |         |
| NU   | 4   | Stefano Modena     | Tyrrell-Honda      | 56      | silnik                              | 12          |         |
| DSQ  | 5   | Nigel Mansell      | Williams-Renault   | 51      | koło zmienione poza boksami/wypadek | 4           |         |
| NU   | 30  | Aguri Suzuki       | Lola-Ford          | 40      | skrzynia biegów                     | 25          |         |
| NU   | 27  | Alain Prost        | Ferrari            | 39      | silnik                              | 5           |         |
| NU   | 2   | Gerhard Berger     | McLaren-Honda      | 37      | silnik                              | 2           |         |
| NU   | 21  | Emanuele Pirro     | Dallara-Judd       | 18      | silnik                              | 16          |         |
| NU   | 22  | Jyrki Järvilehto   | Dallara-Judd       | 21      | skrzynia biegów                     | 18          |         |
| NU   | 8   | Mark Blundell      | Brabham-Yamaha     | 12      | Suspension                          | 15          |         |
| NU   | 12  | Johnny Herbert     | Lotus-Judd         | 1       | silnik                              | 26          |         |
| NZ   | 29  | Éric Bernard       | Lola-Ford          |         |                                     |             |         |
| NZ   | 17  | Gabriele Tarquini  | AGS-Ford           |         |                                     |             |         |
| NZ   | 34  | Nicola Larini      | Lambo-Lamborghini  |         |                                     |             |         |
| NZ   | 35  | Eric van de Poele  | Lambo-Lamborghini  |         |                                     |             |         |
| NPK  | 18  | Fabrizio Barbazza  | AGS-Ford           |         |                                     |             |         |
| NPK  | 14  | Olivier Grouillard | Fondmetal-Ford     |         |                                     |             |         |
| NPK  | 10  | Alex Caffi         | Footwork-Ford      |         |                                     |             |         |
| NPK  | 31  | Pedro Chaves       | Coloni-Ford        |         |                                     |             |         |